# Willy Steffen
Willy Steffen, noto anche come Willi (Utzenstorf, 17 marzo 1925 – Berna, 3 maggio 2005), è stato un calciatore svizzero, di ruolo difensore.

## Carriera
Fu il primo calciatore svizzero a giocare in Inghilterra. In patria vinse il campionato per 4 volte (1957, 1958, 1959, 1960) e la Coppa nazionale per 2 volte (1953, 1958), sempre con lo Young Boys.

## Palmarès

### Club

#### Competizioni nazionali
- Campionato svizzero: 2

Young Boys: 1956-1957, 1957-1958
- Coppa Svizzera: 2

Young Boys: 1952-1953, 1957-1958